# Ofenste Mokae
Ofentse Jeremiah Mokae é um político sul-africano que é membro da Legislatura Provincial do Cabo Setentrional desde setembro de 2019, representando a Aliança Democrática. Mokae foi representante municipal de Sol Plaatje de 2016 a 2019.

## Infância e educação
Mokae nasceu em Galeshewe, Kimberley. Ele se matriculou na Thabane High School e depois de formado foi estudar na Cape Peninsula University of Technology, possuindo um diploma nacional em jornalismo e um diploma em B-tech. Mokae está atualmente estudando para obter um diploma em administração pública pela Universidade de Fort Hare.

## Carreira política
Mokae juntou-se ao Congresso de Estudantes Sul-Africanos e foi eleito secretário local do corpo estudantil da organização na sub-região de Sol Plaatje em 2006. Enquanto estava na universidade, participou ativamente do Congresso Estudantil Sul-Africano e da Organização Cristã dos Estudantes. Em 2011, aderiu à Aliança Democrática.
Mokae voltou para Kimberley em 2013 e foi apontado como um trabalhador de campo para o DA que também o nomeou coordenador provincial da juventude e investigador da legislatura provincial. Em 2014, Mokae participou da Iniciativa de Jovens Líderes Africanos, criada pelo presidente dos Estados Unidos, Barack Obama. Em 2016, foi eleito representante municipal pelo processo de representação proporcional do município de Sol Plaatje. Aos 29 anos, ele era o membro mais jovem da bancada do promotor.
Em setembro de 2019, o promotor o selecionou para preencher a vaga de Allen Grootboom na Legislatura Provincial do Cabo Setentrional. Ele foi empossado em 11 de setembro de 2019.

## Vida pessoal
Mokae é um ativista da causa  LGBTQIA+ 